# تصادم وجها لوجه

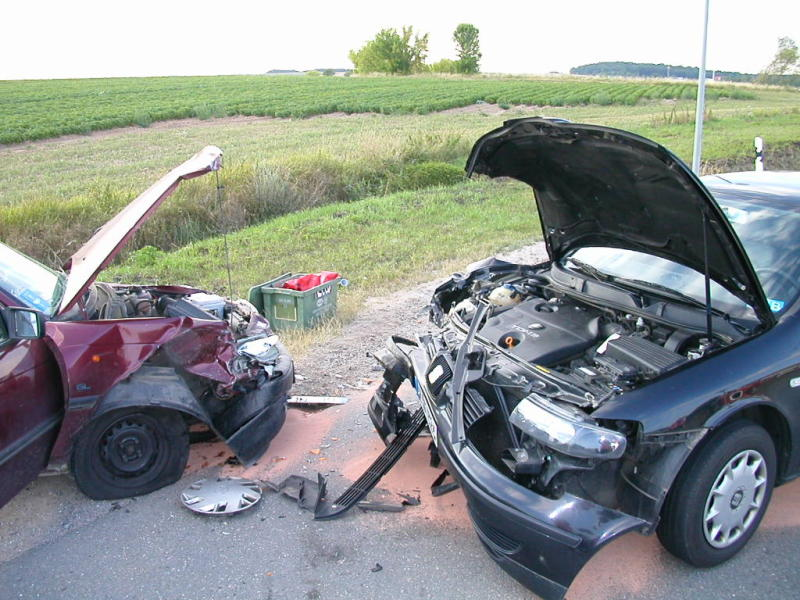
تصادم سيارتين وجها لوجه

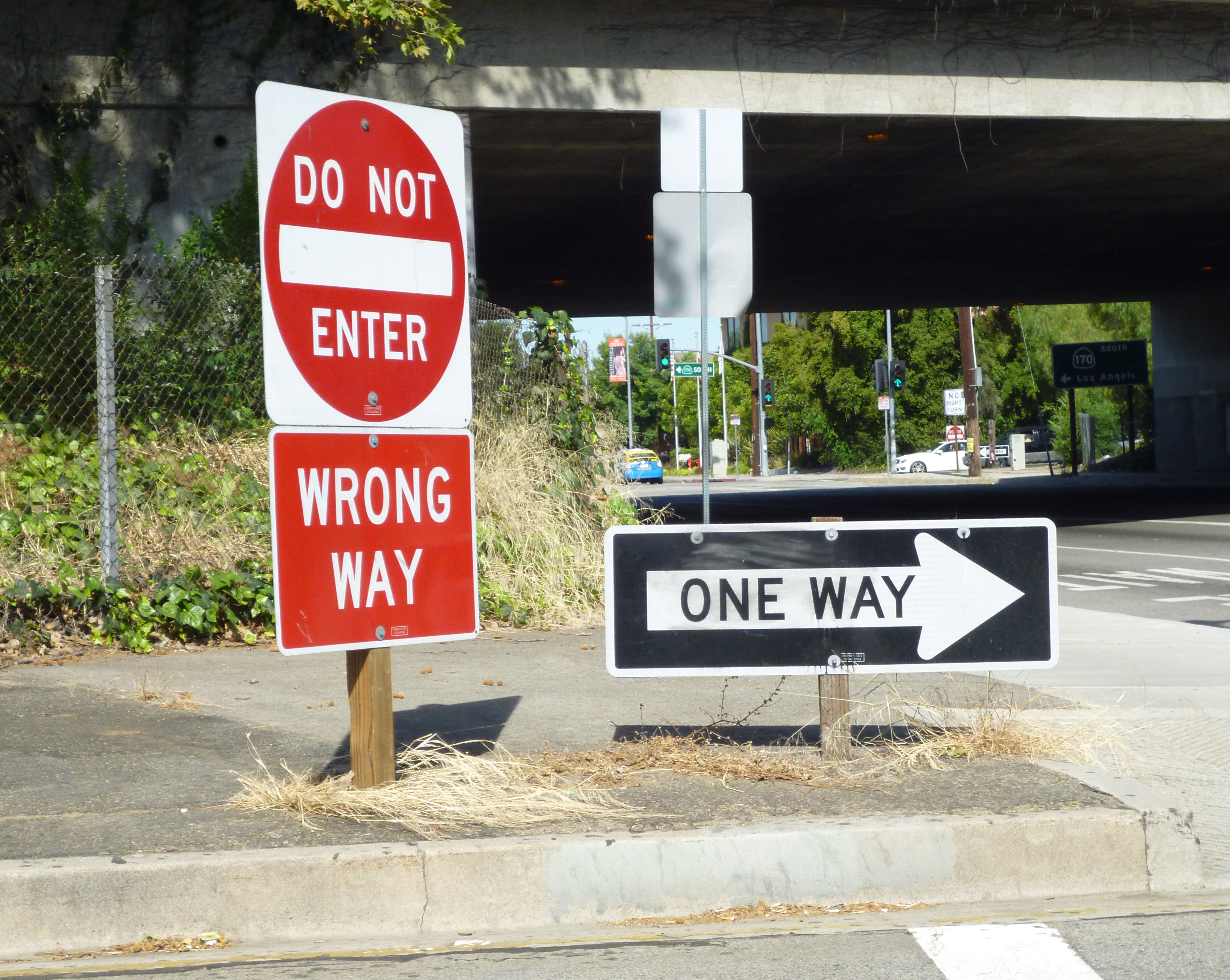
لوحة إرشادية.

تصادم وجهًا لوجه هو نوع من الحوادث المرورية حيث تصطدم النهايات الأمامية من مركبتين مثلًا سياراتين أو قطارين أو سفينتين أو طائرتين بعضهما ببعض من اتجاهين متعاكسين، بدلًا من الاصطدام الجانبي أو الخلفي.